# テンコロバシ
テンコロバシは、青森県八戸地方に伝わる妖怪。

## 概要
大きな球形の妖怪であり、雨模様の夜、光を発しながら坂道を転がって上下するという。

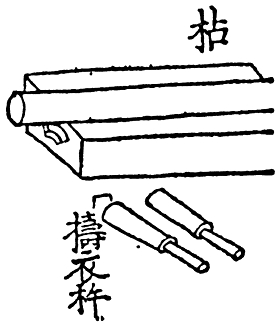
参考 : 『和漢三才図会』にある砧の挿絵

岡山県邑久郡に伝わる妖怪の「テンコロコロバシ」も「テンコロバシ」と呼ばれることがある。土地の方言でテンコロとは砧、または砧で布を打つための槌のことであり、妖怪のテンコロコロバシはこのテンコロの形をした妖怪が、夜に特定の場所で坂を転がって行くと言われている。
鳥取県の「ツチコロビ」、高知県の「タテクリカエシ」、江戸時代の百科事典『和漢三才図会』にある「野槌蛇」と同一視されることもある。